# Naha (Mexico)
Naha is een dorp van de Lacandon-Maya's of Hach Winik in de Mexicaanse deelstaat Chiapas. Het ligt in de Lacandónjungle aan het Naha-meer en de Naha-rivier op de noordoostelijke zijde van de Chiapas hooglanden.
Naha is één van de drie belangrijkste overgebleven nederzettingen van de Hach Winik. De inwoners die de toeristen begeleiden dragen de kenmerkende lange witte jurken maar in het dorp zelf vindt men ook inwoners met moderne kledij. Meerdere mannelijke inwoners gidsen toeristen te voet of per moderne of houten kano naar lokale archeologische sites zoals Noh K'uh en de Chak Aktun berg. 
Het gebied rond Naha behoort tot het 'Nahá–Metzabok Biosphere Reserve'.